# سد ومرشک
سد ومرشک (به لاتین: Wemmershoek Dam) یک سد در آفریقای جنوبی است که در کیپ غربی واقع شده‌است.